# Sabine Timoteo
Sabine Timoteo (25 de marzo de 1975 en Soleura) es una actriz suiza.

## Biografía
Sabine Timoteo, cuyo nombre real es Sabine Hagenbuchle, nació en Solothurna y durante su infancia vivió en Nuevo Méjico (Estados Unidos) y Lausana (Suiza).
En 1994 terminó su formación como bailarina en la Ballettberufsschule de Suiza. A continuación trabajó en la Deutsche Oper en Düsseldorf con Heinz Spoerrli, abandonando a los dos meses porque no quería seguir practicando danza clásica. Fue entonces cuando realizó una gira con la compañía Ariadone de Carlotta Ikeda.
Su primer papel principal le llegó en la película L’amour, l’argent, l’amour en 2001 por el que recibió el Schweizer Filmpreis a la mejor actriz y el Leopardo de bronce en Locarno.
En 2006 interpretó el papel principal femenino de la película Der freie Wille de Matthias Glasner. En esta película Sabine Timoteo encarnó a Nettie una joven maltratada psicológicamente por su padre que se enamora de Theo, un violador que intenta rehacer su vida después de salir de un hospital psiquiátrico. 
En 2008 recibió el Schweizer Filmpreis por su papel en el thriller televisivo Nebenwirkungen.
Sabine Timoteo es cocinera cualificada y vive con su marido y sus dos hijos en Berna.

## Filmografía
- 1993: Vom Schweben de Irina Mach
- 1995: Von der Verführung de Sülbiye Günar
- 1996: Skaza von Francois Rossier
- 1996: L’amour, l’argent, l’amour como "Marie" de Philip Gröning
- 2000: In den Tag hinein como "Lynn" de Maria Speth
- 2001: Grau de Wolfgang Fischer
- 2001: Schimanski – Kinder der Hölle (TV/WDR) como "Nicky" de Ed Berger
- 2001: Die Freunde der Freunde de Dominik Graf distinguida con el Premio Adolf Grimme Preis
- 2001: Mutanten de Katalin Gödrös
- 2002: Belmondo de Annette Carle
- 2002: Freunde der Freunde (TV/WDR) como "Billie" de Dominik Graf
- 2003: Irgendwas ist immer (TV/Pro7) como "Julie" de Péter Palátsik
- 2003: Sugar Orange como  "Lena" de Andreas Struck
- 2004: Gespenster como "Toni" de Christian Petzold
- 2004: Die Vogelpredigt de Clemens Klopfenstein
- 2005: Fredo der Held como "Nele" de Cecilia Malmström
- 2005: After Effect como "Rena Yaszka" de Stephan Geene
- 2006: Der freie Wille como "Nettie" de Matthias Glasner
- 2006: Ein Freund von mir de Sebastian Schipper
- 2006: Flanke ins All (TV/SF1) como "Claudia" de Marie Louise Bless
- 2006: Kleine Fische (TV/SF1) como  "Sandy" de Petra Volpe
- 2006: Nebenwirkungen (TV/SF1) como "Claudia" de Manuel Siebenmann
- 2007: Das Vaterspiel como "Mimi" de Michael Glawogger
- 2007: Pepperminta como "Edna" de Pipilotti Rist
- 2008: Influenza com "Lucie" de Alexa Andrey
- 2008: Räuberinnen como "Cindy" de Carla Lia Monti
- 2008: In Case We Never Meet Again como "Lili" de Noaz Deshe
- 2009: Tatort: Gesang der toten Dinge (TV/BR) como "Gabi Kunz" de Thomas Roth
- 2009: Flug in die Nacht - Das Unglück von Überlingen (TV/SWR) como "Marita Lenders" de Till Endemann
- 2010: Sommervögel como "Greta" de Paul Riniker
- 2010: 180°
- 2010: Brownian Movement
- 2016: Center of My World
- 2023: El Grifo como "Petra"

## Premios
- 1992: Li galli d'oro – Medalla de plata a la mejor bailarina
- 1992: Prix de Lausanne – Premio a la mejor bailarina suiza
- 2000: Bronzener Leopard por Maria en L’amour
- 2001: Schweizer Filmpreis por Maria en L’amour
- 2003: Adolf-Grimme-Preis por Billie en Freunde der Freunde
- 2008: Schweizer Filmpreis por Claudia en Nebenwirkungen

## Enlaces
- Sabine Timoteo en la Versión inglesa de Internet Movie Database
- Sabine Timoteo en filmportal.de